# Zimowit jesienny

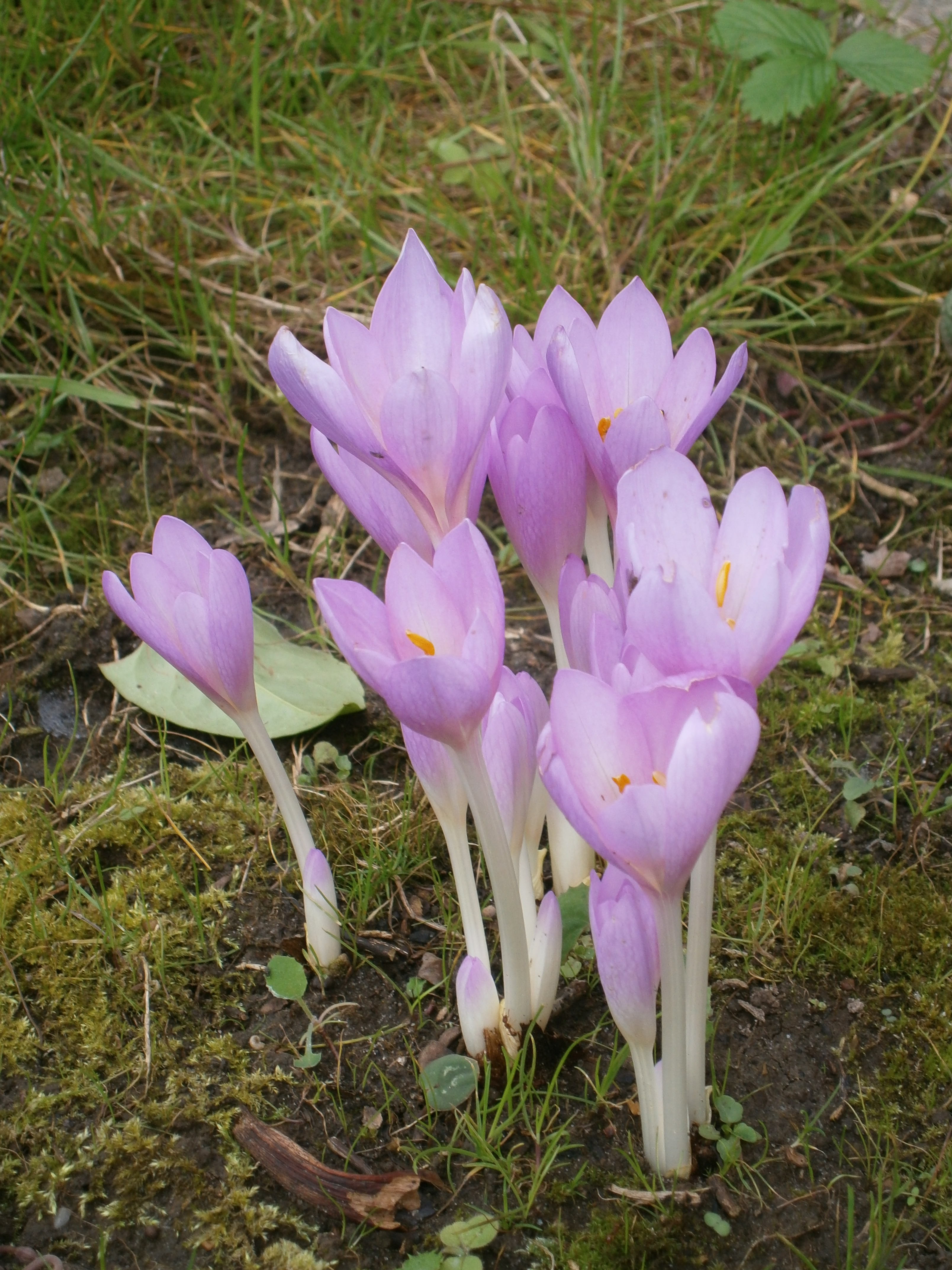
Kwiaty (wrzesień)

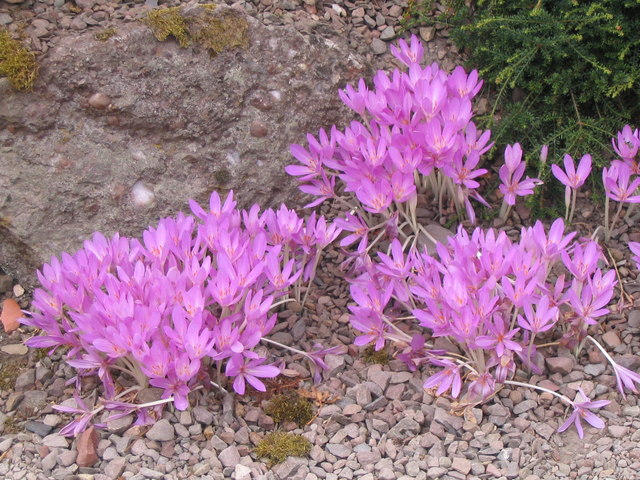
Kwiaty (wrzesień)

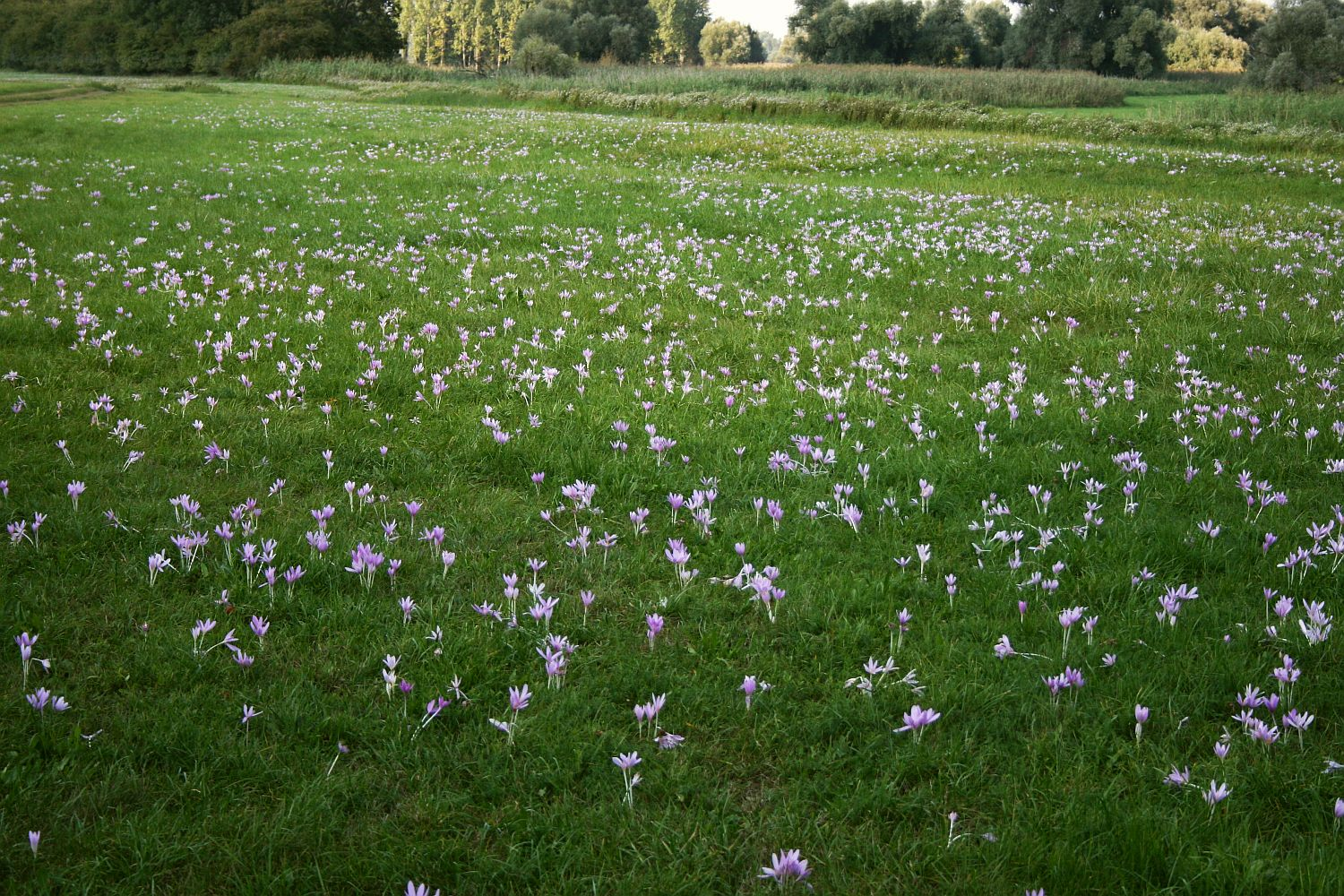
Łąka z kwitnącymi zimowitami (Austria, wrzesień)

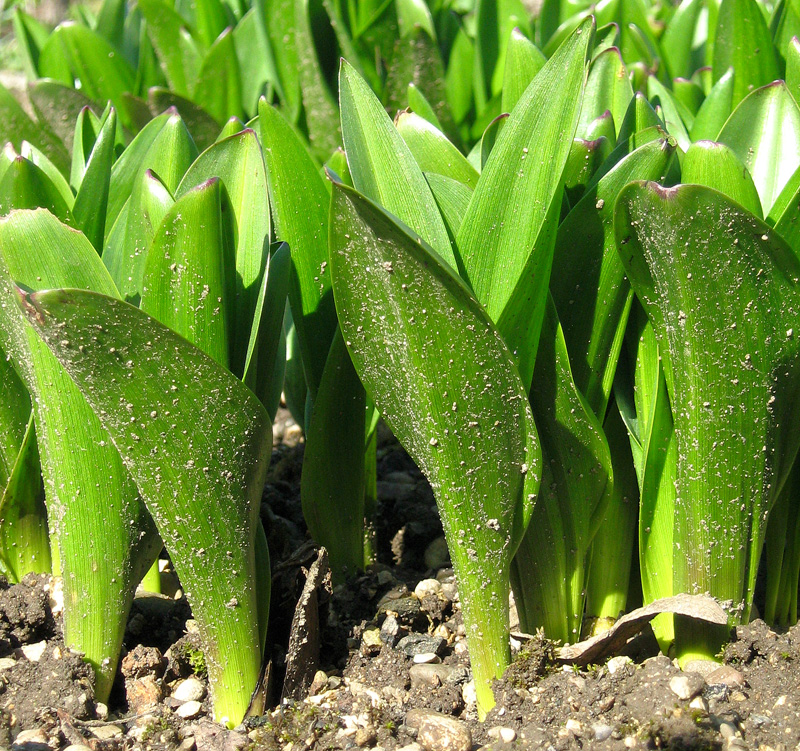
Liście (marzec)

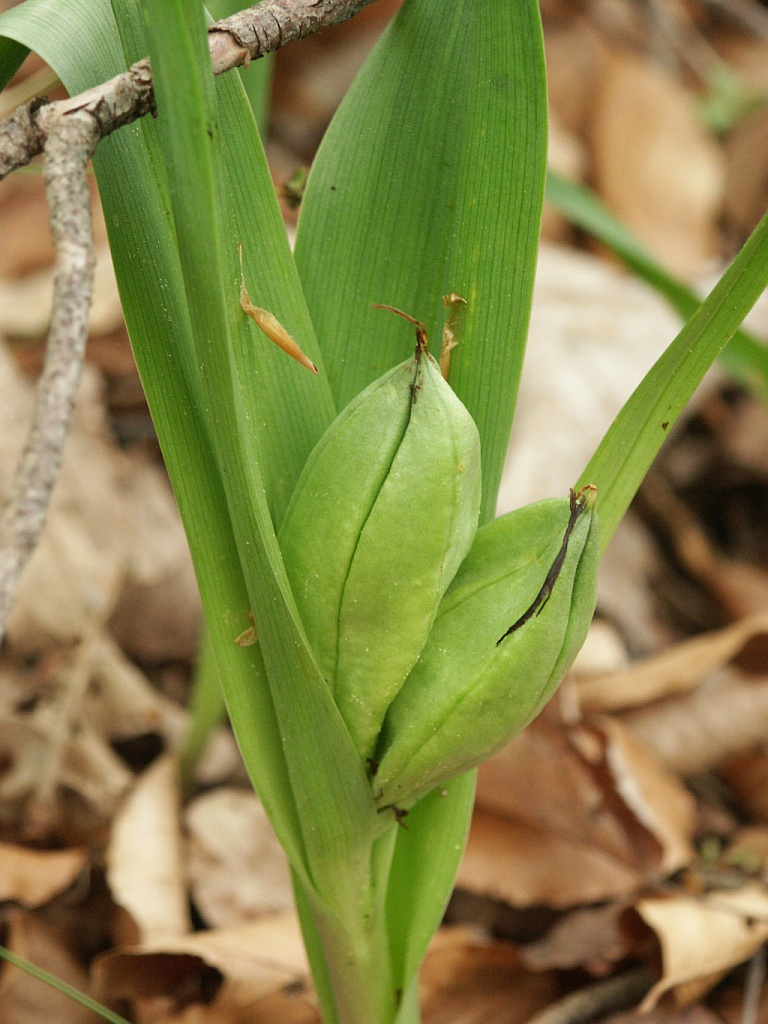
Torebka nasienna (maj)

Zimowit jesienny (Colchicum autumnale) – gatunek rośliny należący do rodziny zimowitowatych (Colchicaceae). Występuje w Europie. W Polsce najczęściej jest spotykany w niższych położeniach górskich, poza górami występuje w przylegającym pasie wyżyn po Dolny Śląsk, w Wielkopolsce oraz na południowej części niżu.

## Morfologia
PokrójOsiąga 8–30 cm wysokości. Trwałą częścią rośliny jest podziemna bulwa, z której wyrasta jesienią pęczek białych korzeni. Z zewnątrz okryta jest dwoma zaschniętymi pochwami liściowymi, pod którymi znajdują się 3–4 zawiązki liści rozwijające się wczesną wiosną następnego roku. Pęd jest silnie zredukowany, zaledwie wychodzący ponad ziemię.
LiścieIch liczba waha się od 3 do 8 (zależnie od wielkości bulwy). Są wąskolancetowate, w większej części wąskie, tępo zakończone. Mają szerokość 2–4 cm.
KwiatyRóżowo-lila, lila, rzadko białe, lejkowate, stosunkowo niewielkie w porównaniu z innymi gatunkami. Kwiaty obupłciowe, z pojedynczym okwiatem, o cienkiej, długiej rurce wewnątrz owłosionej, której dolna część wraz z zalążniami ukryta jest w bulwie. Korona o sześciu lejkowato odgiętych działkach, pręcików 6, z czego 3 krótkie i 3 długie, słupek jeden z trzema nitkowatymi szyjkami i buławkowatymi znamionami.
OwocTrójkomorowa zalążnia rozwija się pod ziemią i dopiero wiosną razem z liśćmi wyrasta ponad powierzchnię. Podłużnie jajowata i otoczona liśćmi torebka o długości 3–4 cm zawiera ciemnobrunatne, kuliste, delikatnie pomarszczone nasiona, pęka wzdłuż przegród.

## Biologia i ekologia
RozwójBylina, geofit. Kwitnie od sierpnia do września, lub nawet do października. Czasami (rzadko) zakwita również na wiosnę. Kwiaty zapylane są przez pszczoły, muchy i trzmiele, nasiona zaś dojrzewają dopiero w zimie pod ziemią. Jesienią na podstawie starej bulwy tworzy się bruzda, w której powstają dwie – trzy młode bulwy potomne, czerpiące substancje zapasowe ze starej bulwy, która stopniowo zamiera do lata następnego roku.
SiedliskoLubi wilgotne łąki, widne lasy mieszane i rzadkie zarośla. Jest światłolubny, ale znosi okresowe zacienienie. Wymaga gleb świeżych lub wilgotnych, gliniasto–ilastych lub gliniasto–piaszczystych, zasobnych w składniki mineralne. Występuje na obszarach o klimacie oceanicznym. Rośnie od niżu po niższe położenia górskie. Najwyżej występujące jego stanowiska znajdują się na Polanie Chochołowskiej w Tatrach.
FitosocjologiaGatunek charakterystyczny dla rzędu (O.) Molinietalia.
GenetykaLiczba chromosomów 2n= 38 też 2n= 24, 36, 42.
Cechy fitochemiczneCała roślina jest silnie trująca dla ludzi, bydła i koni. Zwierzęta instynktownie ją omijają, zarówno świeżą, jak i suszoną w sianie. U ludzi po 4-6 godzinach od spożycia pojawiają się takie objawy, jak drętwienie i pieczenie w ustach, trudności w przełykaniu, mdłości i wymioty, ostra biegunka (czasami krwawa), obniżenie temperatury ciała i ciśnienia krwi, w końcu paraliż i śmierć w wyniku paraliżu oddechowego. Kolchicyna, tak jak i inne zawarte w zimowicie alkaloidy nie szkodzą owcom i kozom, ale ich mleko po takiej karmie nie nadaje się do spożycia, stając się trujące. Śmiertelna dawka dla człowieka to ok. 0,02 g kolchicyny (ilość zawarta w ok. 6 g nasion). Przypadkowe zatrucia śmiertelne są bardzo rzadkie, zazwyczaj wynikają z pomylenia zimowita z liśćmi czosnku niedźwiedziego.

## Zagrożenia i ochrona
W Polsce gatunek objęty częściową ochroną gatunkową na podstawie Rozporządzenia Ministra Środowiska z dnia 9 października 2014 r. w sprawie ochrony gatunkowej roślin. Po raz pierwszy został objęty ochroną częściową w 1957, a w latach 1995–2014 znajdował się pod ochroną ścisłą. Jego populacje stopniowo ulegały zmniejszaniu. Zagrożony jest nie tylko wskutek zbierania go do celów leczniczych i bezpośredniego niszczenia, ale również w wyniku zaorywania łąk i osuszania ich. Zagrożeniem dla gatunku jest również zarastanie nieużytkowanych polan i łąk w wyniku naturalnej sukcesji ekologicznej. Według Międzynarodowej Unii Ochrony Przyrody jest gatunkiem zagrożonym (kategoria zagrożenia VU).

## Zastosowanie
- Roślina lecznicza: stosowany w lecznictwie ludowym, był przedmiotem zabobonów. Ze względu na silnie trujące własności nie należy samodzielnie stosować tej rośliny w celach leczniczych. Obecnie stosuje się w leczeniu tylko preparaty produkowane z tej rośliny pod ścisłą kontrolą lekarza[17].
  - Surowiec zielarski: nasiona zimowita – Colchici semen, rzadziej bulwy – Colchici bulbus
  - Skład chemiczny: czynnymi substancjami otrzymywanymi z zimowita są pseudoalkaloidy, pochodne tropolonu (kolchicyna i kolchamina)[17]. Nasiona zawierają od 0,2 do 1,2% substancji aktywnych, a bulwy ok. 0,2%[17].
  - Działanie: przeciwbólowe i przeciwzapalne[17]. Preparaty otrzymywane z surowca są stosowane w atakach dny (skazy moczanowej). Wytwarzane są także preparaty cytostatyczne stosowane w leczeniu nowotworów, a także raka skóry (0,5% maść z zimowita). Preparaty z zimowita wolno stosować tylko pod kontrolą lekarza.
  - W homeopatii wykorzystuje się bulwy zimowita, wykopane wiosną. Wykorzystuje się przy dolegliwościach mięśni szyi oraz karku, chorobach stawów pochodzenia reumatycznego oraz o charakterze padaczkowym. Uważany jest za truciznę dla kapilar.
  - Zbiór i suszenie: bulwy wykopuje się w sierpniu i wrześniu przed kwitnieniem rośliny.
- Roślina ozdobna. Nadaje się na rabaty i do ogródków skalnych. Może też być uprawiany w dużej ilości w postaci kęp na trawnikach. Wśród odmian uprawnych występują kultywary o kwiatach białych, purpurowych, a także pojedynczych i pełnych. Najczęściej uprawiane odmiany to:
  - 'Album' – odm. białokwiatowa o drobniejszych kwiatach,
  - 'Albiplenum' – biała, pełnokwiatowa,
  - 'Plenum' – kwiaty lilioworóżowe, pełne,
  - 'Rubrum' – purpurowe, wielkością podobne do gatunku.
- W Szwajcarii zimowit używany był do barwienia pisanek wielkanocnych.

## Uprawa
Lubi podmokłe gleby i słoneczne stanowiska. Rozmnaża się go z bulw w czerwcu-lipcu, sadzi się je do gleby w rozstawie co 20 cm (duże) lub 10 cm (małe).